# Ensemble
Ensemble (română Împreună), cunoscut oficial ca Ensemble pour la République (română Împreună pentru Republică) este o coaliție politică liberală din Franța, creată de Emmanuel Macron. Formată în noiembrie 2021 sub denumirea Ensemble Citoyens (română Cetățeni Împreună), coaliția constituie majoritatea prezidențială.
Ensemble este descrisă în principal ca o coaliție centristă, fiind clasificată uneori ca de centru-dreapta pe spectrul politic. Aceasta include partidele Renaissance (RE, cunoscut anterior ca En Marche și La République En Marche!), Mișcarea Democrată (MoDem), Horizons, En Commun și Federația Progresistă.
După alegerile legislative franceze din 2022, coaliția a obținut un pluralism de mandate, dar a pierdut majoritatea absolută în Adunarea Națională. În 2024, a suferit un nou recul, clasându-se pe locul al treilea ca număr de voturi, dar pe locul al doilea ca număr de mandate.

## Obiective
Coaliția a avut ca scop reunirea majorității prezidențiale a lui Emmanuel Macron pentru a prezenta candidați comuni la alegerile legislative franceze din 2022.
În mai 2022, Richard Ferrand și-a exprimat angajamentul față de „o majoritate stabilă în Adunarea Națională”, iar Édouard Philippe a precizat că programul coaliției Ensemble „este cel al lui Macron”. François Bayrou a indicat că partidele vor forma un grup parlamentar comun în Adunarea Națională; totuși, după alegeri, Renaissance, MoDem și Horizons au constituit fiecare grupuri parlamentare separate.
Unele surse media consideră această coaliție o reformulare modernă a Uniunii pentru Democrația Franceză (UDF), fondată în 1978 de Valéry Giscard d'Estaing.

## Compoziție
| Partid | Partid | Partid                                             | Abr.     | Ideologie                       | Poziție                    | Lider              |
| ------ | ------ | -------------------------------------------------- | -------- | ------------------------------- | -------------------------- | ------------------ |
|        |        | Renaissance                                        | RE       | Liberalism                      | Centru                     | Stéphane Séjourné  |
|        |        | Mișcarea Democrată                                 | MoDem    | Liberalism, Christian democracy | Centru spre centru-dreapta | François Bayrou    |
|        |        | Orizonturi                                         | Horizons | Liberalism                      | Centru-dreapta             | Édouard Philippe   |
|        |        | Uniunea Democraților și Independenților (din 2024) | UDI      | Liberalism                      | Centru-dreapta             | Hervé Marseille    |
|        |        | Partidul Radical                                   | PRV      | Liberalism                      | Centru                     | Laurent Hénart     |
|        |        | En commun                                          | EC       | Politică verde                  | Centru-stânga              | fr                 |
|        |        | Federația Progresistă                              | FP       | Social democrație               | Centru-stânga              | François Rebsamen  |
|        |        | Refondarea Republicană                             | RR       | Gaulism                         | Centru-stânga              | Jean-Yves Autexier |

## Istorie electorală

### Alegeri parlamentare
| An   | Lider             | Primul tur | Primul tur | Al doilea tur | Al doilea tur | Locuri    | Guvernare                |
| An   | Lider             | Voturi     | %          | Voturi        | %             | Locuri    | Guvernare                |
| ---- | ----------------- | ---------- | ---------- | ------------- | ------------- | --------- | ------------------------ |
| 2022 | Richard Ferrand   | 5,857,364  | 25.71      | 8,002,419     | 38.57         | 245 / 577 | Minoritate prezidențială |
| 2024 | Stéphane Séjourné | 6,820,261  | 21.27      | 6,692,358     | 24.53         | 159 / 577 | Va fi anunțat            |

### Alegeri europarlamentare
| An   | Lider            | Voturi    | %      | Locuri  |
| ---- | ---------------- | --------- | ------ | ------- |
| 2019 | Nathalie Loiseau | 5,079,015 | 22.42% | 23 / 79 |
| 2024 | Valérie Hayer    | 3,589,114 | 14.56% | 13 / 81 |

### Alegeri regionale
| An   | Primul tur | Primul tur | Al doilea tur | Al doilea tur | Președinții | Locuri      |
| An   | Voturi     | %          | Voturi        | %             | Președinții | Locuri      |
| ---- | ---------- | ---------- | ------------- | ------------- | ----------- | ----------- |
| 2021 | 1,551,669  | 10.57      | 1,088,398     | 7.13          | 1 / 17      | 138 / 1.926 |

## Galerie

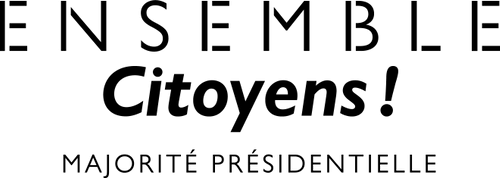
Siglă inițială
2022
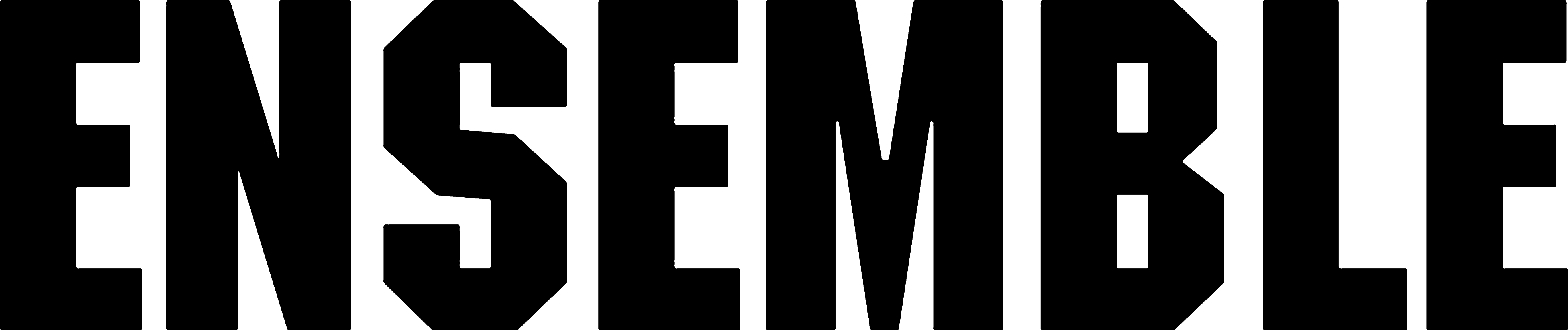
Alternativ
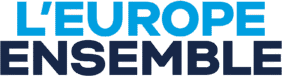
Siglă folosită în Parlamentul European